# Synonym (Taxonomie)
In der biologischen Nomenklatur wird der Ausdruck Synonym verwendet, wenn verschiedene wissenschaftliche Namen sich auf dasselbe Taxon beziehen. Der Gebrauch und die genauere Terminologie des Begriffs sind in Zoologie und Botanik unterschiedlich.
In der biologischen Nomenklatur gilt die Prioritätsregel, nach der von mehreren publizierten Namen für dasselbe Taxon im Regelfall der zuerst publizierte, d. h. der älteste Name verwendet werden soll. Hauptquelle von Synonymen ist es, wenn spätere Taxonomen dieselbe Gruppe, unter einem neuen Namen, nochmals beschreiben. Dies kann verschiedene Gründe haben: Die ursprüngliche Beschreibung war möglicherweise vage, sie war dem Neubearbeiter unbekannt (z. B. publiziert in einer sehr alten, einer wenig angesehenen und verbreiteten oder einer fremdsprachigen Fachzeitschrift), oder die bearbeitete Gruppe ist sehr lange nicht mehr Gegenstand einer taxonomischen Revision oder Monografie gewesen, wodurch die Fachliteratur schwer zu überblicken ist. Ein wichtiger Grund ist außerdem mangelnder globaler Überblick, so dass weit verbreitete Arten in verschiedenen Regionen mehrfach beschrieben werden (zum Beispiel Arten, die in Europa und in Nordamerika verbreitet sind). Auch unterschiedliche taxonomische Konzepte spielen eine Rolle (vgl. Lumper und Splitter). Wird ein Synonym in einer taxonomischen Arbeit bemerkt, wird der jüngere Name mit dem älteren synonymisiert. In Artverzeichnissen und Revisionen ist hinter jedem Artnamen in der Regel eine Liste von bereits bekannten Synonymen angefügt. Diese Namen sollen nicht mehr verwendet werden, sobald die Synonymie erkannt worden ist. Gelegentlich kommt es vor, dass ein älterer, als Synonym aufgefasster Name später doch wieder als gültig aufgefasst wird. Dies geschieht häufig dann, wenn bei einer Revision das, was bisher als eine Art galt, in mehrere Arten aufgespalten wird. Möglicherweise hat eine der dabei neu erkannten Arten bereits früher einen Namen erhalten. Dieser ist dann der gültige Name des neu erkannten Taxons, auch dann, wenn dem damaligen Erstbeschreiber dieser Unterschied tatsächlich unbekannt gewesen ist.
Nach einer Abschätzung im Jahr 2013 sind etwa 20 Prozent der (zu diesem Zeitpunkt) beschriebenen Artnamen bisher noch unentdeckte Synonyme. Dieser Wert ist je nach taxonomischer Gruppe unterschiedlich. Selbstverständlich wird sich auch ein Teil der gegenwärtig neu beschriebenen Arten später als Synonyme erweisen.

## Zoologie
In der zoologischen Nomenklatur sind Synonyme verschiedene Namen, die dasselbe Taxon bezeichnen, beispielsweise zwei Namen für dieselbe Art. In aller Regel wird das ältere Synonym („senior synonym“) verwendet; das jüngere („junior synonym“) wird nur in Ausnahmefällen verwendet, beispielsweise wenn das ältere unterdrückt ist oder weil der ältere Name schon vorher für ein ganz anderes Tier vergeben worden war.
Um als Synonym in Frage zu kommen, muss ein Name in der Zoologie im Sinne der Regeln korrekt publiziert sein. Manuskriptnamen und Namen, die ohne jede Beschreibung erwähnt wurden (nomina nuda), können keine Synonyme sein.

### Objektive Synonyme
Objektive Synonyme beziehen sich definitiv auf dasselbe Taxon, da ihnen dasselbe Typusexemplar zugrunde liegt.
Objektive Synonyme kommen oft bei Gattungen vor, die aus unterschiedlichen Gründen dieselbe Typusart haben. Häufig war nicht bekannt, dass es schon einen Gattungsnamen gab, oder der neue Gattungsname wurde trotzdem für notwendig erachtet. Ein Beispiel ist die Gattung Pomatia Beck, 1837, die für eine Gruppe von Landschnecken eingeführt wurde, darunter als Typusart die Weinbergschnecke Helix pomatia. Allerdings war Helix pomatia bereits die Typusart der Gattung Helix Linnaeus, 1758, deshalb ist Pomatia ein objektives Synonym von Helix. Helix ist genauso auch ein objektives Synonym von Pomatia – aber es ist älter und hat deshalb aufgrund der Prioritätsregel Vorrang vor dem jüngeren Namen Pomatia.
Auf der Artebene gibt es objektive Synonyme eher selten und sie sind kaum bekannt. Ein objektives Synonym liegt bei einer Art nur dann vor, wenn zwei Namen sich tatsächlich auf exakt dasselbe Typusexemplar beziehen. Bereits wenn einer der zwei Namen zwei Typusexemplare hat, liegt keine objektive Synonymie mehr vor (es sei denn, es liegt der Spezialfall vor, dass der zweite Name ausdrücklich als Ersatzname für den ersten vorgeschlagen wurde). Oftmals stehen in alter Literatur Sätze wie „ich nenne diese Art x, das ist dieselbe Art, die der vorige Autor als y bezeichnet hat“. Dadurch allein wird nichts über eine objektive Synonymie ausgesagt, solang der Autor nichts explizit über die zugrunde liegenden Typusexemplare geschrieben hat.

### Subjektive Synonyme
Bei subjektiven Synonymen gibt es Spielraum für Diskussionen, weil ihnen verschiedene Typusexemplare zugrunde liegen, die auch zu verschiedenen Arten gehören können.
Subjektive Synonyme sind sehr häufig, allein weil früher viele Variationen als eigene Arten beschrieben worden waren, die heute zu einer einzigen Art gerechnet werden. Die meisten in den letzten 250 Jahren eingeführten Artnamen sind subjektive Synonyme anderer Artnamen.

## Botanik
In der botanischen Nomenklatur ist das Synonym eines botanischen Namens ebenfalls ein Name, der sich auf das gleiche Taxon bezieht.
In der Botanik können auch unpublizierte oder Manuskriptnamen als Synonyme bezeichnet werden.

### Homotypische Synonyme
Ein homotypisches oder nomenklatorisches Synonym liegt vor, wenn dasselbe Typusexemplar zugrunde liegt.
So liegt dem Namen Leontodon taraxacum L. (ein Löwenzahn) dasselbe Typusexemplar zugrunde wie Taraxacum officinale F.H.Wigg. Beide sind also homotypische Synonyme. Weiteres Beispiel: Der Name Pinus abies L. für die Gemeine Fichte hat das gleiche Typusexemplar wie Picea abies (L.) H. Karst. Wenn letzterer als der korrekte Name verwendet wird (was meistens der Fall ist), ist Pinus abies ein homotypisches Synonym von Picea abies. Allerdings, wenn es umgekehrt wäre, wäre Pinus abies der verwendete Name und Picea abies wäre ein homotypisches Synonym für Pinus abies.
Für die Botanik ist ein Name, der in einer anderen Gattung steht, im Sinne der Synonymie also ein anderer Name. Im Gegensatz zur Zoologie verfügt er auch über einen eigenen Autor (nämlich den Namen der Person, die die Art erstmals in die andere Gattung gestellt hat).

### Heterotypische Synonyme
Ein heterotypisches oder taxonomisches Synonym liegt vor, wenn zwei verschiedene Typusexemplare zugrunde liegen.
Einige Botaniker spalten den Löwenzahn in viele einzelne Arten auf, jede mit eigenem Namen. Wenn der Löwenzahn als eine einzige Art angesehen wird, sind die Namen für die einzelnen Formen dann heterotypische Synonyme von Taraxacum officinale F.H.Wigg.

## Vergleich Zoologie/Botanik
- Die homotypischen (nomenklatorischen) Synonyme in der Botanik sind objektive Synonyme in der Zoologie.
- Die heterotypischen (taxonomischen) Synonyme in der Botanik sind subjektive Synonyme in der Zoologie.
- Der gleiche Artname in einer anderen Gattung ist in der Botanik ein Synonym und hat einen zusätzlichen Autor. In der Zoologie ist er kein Synonym, sondern nur eine andere Gattung-Art-Kombination und hat auch keinen zusätzlichen Autor.
- In der Botanik kann auch ein unpublizierter Name ein Synonym sein, in der Zoologie nicht.

## Prokaryoten
Auch in der Taxonomie und Nomenklatur der Prokaryoten gibt es das Konzept der Synonyme. Als Prokaryoten werden zwei Domänen in der Biologie zusammengefasst, die Archaeen (Archaea) und die Bakterien (Bacteria). Für die wissenschaftlichen Namen von Prokaryoten wird der International Code of Nomenclature of Prokaryotes (ICNP, Internationaler Code der Nomenklatur der Prokaryoten) – in Kurzform als Prokaryotischer Code bezeichnet – verwendet.  Bis 2019 wurde der Code als International Code of Nomenclature of Bacteria (ICNB) bezeichnet. Durch die Anerkennung von Bakteriennamen in den Approved Lists of Bacterial Names im Jahr 1980 wurden erst mit später verfügbaren mikrobiologischen oder molekularbiologischen Methoden Synonyme erkannt, auf die im Regelfall die Prioritätsregel angewendet wird. Nach dem ICNP führt eine Umkombination (Combinatio nova, comb. nov.) einer Art zu einer anderen Gattung oder einer Subspezies zu einer anderen Spezies zur Bildung von Synonymen (Regel 34a und 34b), ebenso bei einer Rangstufenänderung (Regel 34c, betrifft die Rangstufen von Subspezies bis Gattung). In der 2022 Revision des ICNP wird in Regel 24a zwischen homotypischen und heterotypischen Synonymen unterschieden. Außerdem wird definiert, dass das Synonym, welches zuerst veröffentlicht wurde, als „früheres Synonym“ (earlier synonym) und die im zeitlichen Verlauf folgenden Synonyme als „spätere Synonyme“ (later synonyms) bezeichnet werden. Die „früheren Synonyme“ wurden vorher senior synonyms und die „spätere Synonyme“ junior synonyms genannt.

### Homotypisches Synonym
Homotypische Synonyme beziehen sich auf denselben Typus. Früher wurden sie als objektive Synonyme bezeichnet. Der Typus einer Spezies oder Subspezies soll ein „Stamm“ (engl. strain) im Sinne von Bakterienstamm sein. Der Typstamm (type strain) wird durch Kultivierung des Organismus als Reinkultur aufrechterhalten und ist als lebende Kultur in einer oder mehreren Sammlungen von Mikroorganismen hinterlegt (Regel 18a). Anhand eines Beispiels sollen homotypische Synonyme erklärt werden: Redfearn, Palleroni und Stanier haben 1966 die Bakterienart Pseudomonas mallei beschrieben, basierend auf dem Typstamm ATCC 23344 von dem als „Bacillus mallei“ (nicht gültiger Bakterienname) bezeichneten Bakterium, das Zopf 1885 untersucht hat. Daraus ergibt sich der Name Pseudomonas mallei (Zopf 1885) Redfearn et al. 1966 (Approved Lists 1980) comb. nov. Im Jahr 1993 haben Untersuchungen von Yabuuchi et al. zur Etablierung der neuen Gattung Burkholderia geführt, gleichzeitig wurde die als Pseudomonas mallei bezeichnete Art mit dem Typstamm ATCC 23344 (= NCTC 12938) in die neue Gattung überführt und erhielt den Namen Burkholderia mallei (Zopf 1885) Yabuuchi et al. 1993 comb. nov. Somit sind  „Bacillus mallei“, Pseudomonas mallei und Burkholderia mallei homotypische Synonyme, da sie auf dem gleichen Typstamm basieren. „Bacillus mallei“ ist gleichzeitig das Basonym, da es als erstes beschrieben wurde (allerdings erfolgte keine „offizielle Anerkennung“ des Namens).

### Heterotypisches Synonym
Heterotypische Synonyme beziehen sich auf unterschiedliche Typen und entstehen dadurch, dass verschiedene Namen – assoziiert mit verschiedenen Typstämmen – durch Mikrobiologen in das gleiche Taxon eingeordnet werden. Heterotypische Synonyme wurden früher als objektives Synonym bezeichnet. Anhand eines Beispiels von Archaeen sollen heterotypische Synonyme erklärt werden: Zellner et al. haben 1988 den Methanbildner Methanocorpusculum parvum mit dem Typstamm DSM 3823 als neue Art (sp. nov.) beschrieben. 2001 haben die Untersuchungen von Boone et al. gezeigt, dass es ein späteres heterotypisches Synonym von Methanogenium aggregans Ollivier et al. 1985 mit dem Typstamm DSM 3027 ist.

### Weitere Besonderheiten
Unabhängig davon haben Xun et al. im Jahre 1989 Methanogenium- und Methanocorpusculum-Arten genetisch untersucht mit dem Ergebnis, die Art Methanogenium aggregans in die Gattung Methanocorpusculum zu überführen als Methanocorpusculum aggregans (Ollivier et al. 1985) Xun et al. 1989 comb. nov. mit dem Typstamm DSM 3027. Somit stellt Methanocorpusculum aggregans, wie zuvor beschrieben, ein homotypisches Synonym von Methanogenium aggregans dar und Methanogenium aggregans gilt gleichzeitig als Basonym. Mehrere, aufeinander folgende Umkombinationen kommen bei Prokaryoten-Taxa häufiger vor und erschweren das Auffinden oder Benennen des korrekten Basonyms, Beispiele dazu sind im Artikel Basonym zu finden. Daher wurde mit der 2022 Revision des ICNP die Regel 27 erweitert: In allen nach dem 1. Januar 2023 veröffentlichten Artikeln zur Festlegung von Combinatio nova (comb. nov., Umkombination, neue Kombination) müssen die dadurch entstandenen homotypischen oder heterotypischen Synonyme aufgeführt und das Basonym muss angegeben werden. Eine zuverlässige Quelle zum Nachschlagen der prokaryotischen Namen inklusive der Synonyme ist die Datenbank List of Prokaryotic names with Standing in Nomenclature (LPSN), die mittlerweile von der Deutschen Sammlung von Mikroorganismen und Zellkulturen (DSMZ) erworben und neu gestartet wurde.